# 131.ª sessão do Comitê Olímpico Internacional
A 131.ª Sessão do Comitê Olímpico Internacional ocorreu entre 13 a 16 de setembro de 2017 no Centro de Convenções de Lima em Lima, Peru. As cidades-sede dos Jogos Olímpicos de Verão de 2024 e dos Jogos Olímpicos de Verão de 2028 foram eleitas durante as reuniões desta sessão em 13 de setembro de 2017.

## Escolha da sede da sessão
Na 127.ª Sessão do COI em 2014, Lima foi escolhida como anfitriã da sessão pela assembleia geral do COI em Helsinque, Finlândia, por 54 votos a 30.

## Eleições das cidades-sede
Duas eleições para cidades-sede das Olimpíadas ocorreram na 131.ª Sessão do COI. Foram eleitas em conjunto as cidades-sede dos Jogos Olímpicos de Verão de 2024 e 2028.

### Jogos Olímpicos de Verão de 2024
Única cidade candidata aos Jogos Olímpicos de Verão de 2024, Paris, França, foi eleita durante a 131.ª Sessão do COI. Os dois membros franceses do COI, Guy Drut e Tony Estanguet não eram elegíveis para votar nesta eleição da cidade-sede sob as regras da Carta Olímpica.
| Paris | França | Unânime |

### Jogos Olímpicos de Verão de 2028
Única cidade candidata aos Jogos Olímpicos de Verão de 2028, Los Angeles, Estados Unidos, foi eleita durante a 131.ª Sessão do COI. Os três membros estadunidenses do COI, Anita DeFrantz, Angela Ruggiero e Larry Probst não eram elegíveis para votar nesta eleição da cidade-sede sob as regras da Carta Olímpica.
| Los Angeles | Estados Unidos | Unânime |

### 134.ª Sessão do COI
Milão foi eleita cidade-sede da 134.ª Sessão do COI em 2019. A 134.ª Sessão do COI decidiria a cidade-sede dos Jogos Olímpicos de Inverno de 2026. Milão finalmente decidiu concorrer junto com Cortina D'Ampezzo para os Jogos de 2026, perdendo assim a 134.ª Sessão para Lausanne, na Suíça, já que, de acordo com as regras da Carta Olímpica, a Sessão do COI que decide a cidade-sede dos Jogos Olímpicos, não pode ocorrer no mesmo país que se candidata para sediar os Jogos Olímpicos será decidido nessa sessão. Milão e Cortina conquistaram os direitos de sediar os Jogos de Inverno de 2026 na 134.ª Sessão de 2019.

## Eleição dos novos membros do COI
Oito novos membros do COI foram eleitos na sessão.
Os oito novos membros eleitos foram:
- Baklai Temengil
- Kristin Kloster Aasen
- Khunying Patama Leeswadtrakul
- Luis Mejía Oviedo
- Neven Iván Ilic Álvarez
- Khalid Muhammad Al Zubair
- Jean-Christophe Rolland
- Ingmar De Vos

## Eleição dos novos membros do Conselho Executivo
Dois membros do COI foram eleitos para o Conselho Executivo do COI na sessão.
Denis Oswald e Nicole Hoevertsz foram eleitos para o conselho executivo. Anita DeFrantz foi eleita para um mandato de quatro anos como vice-presidente, sucedendo a John Coates, que concluiu seu mandato como vice-presidente.

## Eleição dos novos membros do Comitê de Ética
Novos membros foram nomeados:
- Ban Ki-moon
- Angela Ruggiero
- Hanqin Xue
- Samuel Schmid
- Robin Mitchell